# 아가타 센
아가타 센(일본어: 縣 千 あがた せん[*], 2월 10일 - )은 다카라즈카 가극단 유키구미에 소속된 남역 스타이다.
교토부 우지시, 부립 토도 고등학교 출신이다. 키 172cm, 혈액형 O형, 애칭은 "아가타"이다.

## 약력
2013년, 다카라즈카 음악학교 입학
2015년, 다카라즈카 가극단 101기생으로 입단. 츠키구미 공연 「1789」로 초무대. 그 후, 유키구미에 배속
무대에서 빛나는 외모와 능숙한 춤으로 일찍부터 주목받아, 2018년 「개선문」에서 신인공연 첫 주연. 그 후에도 세 번에 걸쳐 신인공연 주연을 맡았다.
2022년, 「Sweet Little Rock 'n' Roll」로 바우홀 첫 주연.

## 인물
처음 본 다카라즈카 작품은 2005년 츠키구미 공연 「Ernest in Love」 DVD였다.
다카라즈카 첫 관극은 중학생 때로, 소라구미 공연 「TRAFALGAR／펑키 선샤인」으로, 파워 넘치는 무대에 감명받아 자신도 똑같이 무대에서 빛나고 싶다며 음악학원 입시를 결심했다.
학창 시절에는 동아리 활동을 하지 않고, 발레 교실에 다녔다.
동경하는 상급생은 세나 준이다.

## 출연 이벤트
- 2019년 7월, 『다카라즈카 파리제 2019』
- 2022년 11월, 아사즈키 키와 뮤직 살롱 『La Lumière〜아침의 달처럼〜』

## CM 출연
- 2021년 10월 - , 다이킹 공업 『うるさらX』

## 수상 이력
- 2022년, 다카라즈카 가극단 연도상 - 2021년도 신인상